# Rhizosoleniales
Ordre
Les Rhizosoleniales sont un ordre d’algues de l'embranchement des Bacillariophyta (Diatomées), et de la classe des Coscinodiscophyceae.

## Liste des familles
Selon AlgaeBase (24 juillet 2022) :
- Pyxillaceae (Schütt) Simonsen, 1972
- Rhizosoleniaceae De Toni, 1890

## Systématique
Le nom correct complet (avec auteur) de ce taxon est Rhizosoleniales P.C.Silva, 1962.

## Publication originale
- Silva, P.C. (1962). Classification of algae. In: Physiology and Biochemistry of Algae. (Lewin, R.A. Eds), pp. 827-837.  New York & London: Academic Press.